# Дослідження ефектів медіа
Дослідження ефектів медіа — дослідження, які вивчають результати медійного впливу на реципієнтів. Загалом виділяють такі сфери досліджень ефектів медіа: створення порядку денного, вплив медіа на поведінку людини, емоційні стани, медіа як агент соціалізації та як чинник формування цінностей, вірувань, сприйняттів.

## Ефект задавання порядку денного
Ефект задавання порядку денного проявляється у тому, що медіа наголошують на певних темах, подіях тощо, тим самим роблячи їх важливими у сприйнятті публіки або принаймні такими, про які знають і думають. Таким чином, хоча навряд можна сказати, що медіа диктують, що думати реципієнтові, але більш імовірно — про що думати. Інакше кажучи, цей ефект пов'язаний більше зі встановленням «шляхів сприйняття» (сприймати щось як важливе/не важливе), ніж зі встановленням об'єктів сприйняття.

## Медіатаповедінка
Однією з наймасштабніших сфер дослідження ефектів медіа є сфера стосовно того, чи можуть і яким чином медіа можуть здійснювати вплив на реальну поведінку людини. Існують припущення, що люди здатні «вчитися» та переймати певні моделі поведінки, представлені у медіа. За одним із них, людина, котра «взаємодіє» із медіа-джерелом, моделює наведену там поведінку у той чи інший спосіб: «Процес моделювання може навчити людину новому типу поведінки. Цей процес схожий на навчання атлетичним вправам».

### Жорстокість
Існують два протилежні підходи стосовно того, яким чином медіа впливають на проявлення жорстокості чи агресивної поведінки глядачами. Перший із них — так звана теорія стимуляції, за якою перегляд сцен насилля заохочує глядача чи глядачку до проявлення жорстокості в реальному житті.
Невдовзі після появи телебачення в американських домогосподарствах трапилося значне підвищення рівня жорстоких злочинів (violent crime). Деякі дослідники вбачають тут причинно-наслідковий зв'язок. Найпоширеніший аргумент полягає в тому, що діти імітують жорстокість, яку спостерігають по телебаченню. Часом саме через ЗМІ відбувається научіння характеру та швидкості реакції. Наприклад, Дейв Гроссман, дослідник, який займався вивченням «психології вбивств», наголошує, що телепередачі, фільми й, особливо, жорстокі відеоігри навчають дітей стріляти, не задумуючись, при появі певного стимулу. В багатьох відеоіграх заохочується саме швидкість реакції, негайна стрільба при появі заданої цілі, що, у свою чергу, вчить «спершу стріляти, і лиш потому ставити питання».
Підтверджують теорію стимуляції також й експерименти, проведені Альбертом Бандурою й спрямовані на перевірку гіпотези про те, чи будуть діти повторювати акти насилля, попередньо побачишви їх на екрані, чи копіюватимуть такого роду поведінку. За результатами своїх експериментів, дослідницька команда А. Бандури виявила, що можна говорити про научіння дітей жорстокості й насиллю «з екрану». Учасникам експерименту показували відео, на якому били велику ляльку. Після дітей поміщали в ігрові умови з такою ж лялькою. Ті з них, хто переглядав відео, були значно більш схильні повторювати агресивну поведінку щодо ляльки, аніж ті, хто не бачив фільму. Критичні відгуки щодо цього дослідження вказують на те, що бити ляльку — не одне й те саме, що бити людину. Однак, у пізніших модифікаціях експерименту Бандури, до кімнати з учасниками експерименту, замість ляльки, поміщали живу людину в костюмі клоуна. Й за таких умов діти були схильні відтворювати агресивну поведінку. Результати досліджень Альберта Бандури були оформлені дослудником у так звану теорію соціального научіння.
З іншого боку, теорія катарсису стверджує, що ті, хто бачать жорстокість чи агресію на екрані, відчувають протягом перегляду своєрідну розрядку, вивільнення власних негативних емоцій і тому навряд будуть схильні до вчинення актів агресії в реальному житті.
Серед критики цих досліджень виступає питання про те, наскільки люди, які проявляють жорстокість під впливом інформації з медіа-джерел, узагалі схильні до жорстокості. Дослідження, скажімо, підтверджують, що ефект моделювання найбільш сильний в тих людей, котрі від природи більш схильні до жорстокості й насиля.

Також існують застереження про те, що не слід перебільшувати негативний вплив медіа на поведінку людини: 
|                                                                                                 | "Наскільки б сильно не впливали зображення насилля й бійок у ЗМІ на суспільство, ми не повинні вважати їх єдиними винуватцями всіх злочинів, вбивств та збочень, що трапляються навколо. Негативні соціальні умови, наприклад, бідність, расизм, перенаселення, наркотики, батьківське нехтування дітьми, доступність зброї, безумовно, впливають на ріст рівня насилля значно більше, аніж телебачення. Також свій вплив привносять і негативні моделі стосунків із батьками та однолітками" |
| — Харрис, Р. Психология массовых коммуникаций / Ричард Харрис. — Прайм-Еврознак, 2002. - с. 13. | |

### Медіа та просоціальна поведінка
Більшість досліджень зосереджуються на тому, як медіа можуть спричиняти антисоціальну поведінку (вияви агресії, жорстокості, наприклад), інша ж сфера, хоча й менше розвинена, — це дослідження позитивних ефектів медіа. Зокрема, щодо впливу медіа на просоціальну поведінку індивідів: кооперацію, готовність ділитися з іншими, доброту та приязнь.

### Медіа та їх вплив на прийняття рішення просамогубство
Американський соціолог Девід Філліпс запропонував розглядати так званий «синдром Вертера» — явище залежності кількості самогубств від висвітлення їх у репортажах ЗМІ. Дослідник розглянув можливе існування такого зв'язку протягом 7 років (1973—1979), узявши дані про 12585 самогубств підлітків й відстеживши їх зв'язок з телерепортажами про самогубства в новинах та статтями на перших шпальтах друкованих видань (г=0,52). Було виявлено, що кількість самогубств значно зростала в період до семи днів після подібних історій в новинах. Така кореляція була релевантна тільки для підлітків, але не для дорослих людей, й була значно сильнішою для дівчат, ніж хлопців. Отож, дослідники зробили висновок, що репортажі в новинах дійсно сприяють самогубствам підлітків.

### Вплив медіа напреференціївиборців
Медіа є безпосередніми каналами, через які здійснюється передвиборча агітація. Однак, відкритим залишається питання про те, наскільки ця агітація досягає своєї первинної мети — «змусити» потенційних виборців віддати свій голос за певну політичну силу чи кандидата. Дослідження такого характеру є проблематичними, оскільки зазвичай складно встановити, чим саме була свормована преференція виборців і чи ключову роль відіграли ЗМІ, чи інші канали інформації, наприклад, спілкування із близькими, друзями тощо. Інша справа, що завдяки медіа здійснюються такі ефекти, як реінфорсмент та кристалізація. Перший полягає у підсиленні та реактивації уже наявних у виборця преференцій та ставлень, другий — найчастіше трапляється з тими, хто приходить до медіа-джерела, іще не визначившись. Тоді вибір може бути «структуровано» за допомогою інформації з медіа.

## Медіа якагент соціалізації

### Медіа йсоціалізація
ЗМІ є одним із основних агентів соціалізації індивіда, поруч із родиною, школою, друзями. Дослідники відмічають, що, хоча ЗМІ й не можна вважати найбільш впливовим агентом соціалізаціі, однак медіа часто виступають для індивіда первинним джерело інформації. Особливо це стосується інформації щодо політичних та громадських питань. Вплив медіа як агента соціалізації посилюється за умови, що одна й та сама інформація консистентна у різних медіа-джерелах, або повторюється протягом тривалого часу, а також у випадку, коли контакти з іншими агентами соціалізації обмежені.

### Медіа у формуванніатитюдів, вірувань тасприйняттів
За висловленням Джорджа Гербнера, телебачення — це централізована система розповідання історій. Одним із методів дослідження впливу медіа на атитюди та вірування індивідів є так званий культиваційний аналіз. Метолодогія культиваційного аналізу передбачає попередній контект-аналіз медіа джерел з того чи іншого приводу. Далі встановлюється, які ідеї зі світу медіа переймаються тими, хто постійно перебуває під їхнім впливом (у випадку дослідження телебачення існує спеціальний термін для таких реципієнтів — «важкі» чи «інтенсині» глядачі (англ. — «heavy viewers»)). Такі «інтенсивні глядачі» на основі переглянутого контенту культивують таке сприйняття реальності, яке би було суголосне, відповідало тому, що вони побачили у медіа. Інколи ж телебачення культивує «розладнане» сприйняття реального світу, таке, яке насправді не відповідає дійсності. Наприклад, на запитання про те, скільки чоловіків з-поміж економічно активного населення працюють у правовій системі? Відповіддю «інтенсивного глядача» ТБ є 10 відсотків. Така цифра, однак, відповідає дійсності телевізійного світу, в якому перебільшується роль і кількість юристів, адвокатів, поліціянтів тощо. В реальному житті американського суспільства тільки 1 відсоток чоловіків зайнятий у подібних професіях. Таким чином, глядачі переносять реальність, запропоновану їх у медіа, на свої судження про безспосереднє життя й досвід, не завжди критично переосмислюючи адекватність представлених у медіа моделей, сценаріїв, образів. Серед обмежень даного напрямку досліджень виділяють складність ствердження причинно-наслідкового зв'язку, а також те, що й інші фактори, окрім перегляду ТБ, можуть впливати на судження реципієнтів про реальний світ і їхній вплив не фіксується.

До критики теорії культивації можна додати:
| | "Деякі науковці стверджують, що концепція ефекту культивації має статус гіпотези, а не формальної теорії медіавпливу, що пояснюється недостатністю емпіричних доказів, які розкривають дане явище. Зокрема, дослідження не змогли пояснити психологічний механізм ефекту культивації, тобто те, як телеглядачі вчаться конструювати своє сприйняття соціальної реальності". |
| — Dominick, J. R. Social Effects of Mass Communication / Joseph R. Dominick // The dynamics of mass communication: Media in the digital age / Joseph R. Dominick — McGraw-Hill Higher Education, 2011. — P. 466-467. | |

### Впливрекламина дітей
Особливу увагу у дослідженнях впливу реклами на реципієнтів приділяють дітям. Вважається, що діти є вразливою аудиторією й, на відміну від дорослих, не вміють розмежовувати ТБ контент на те, що власне переглядають (фільм, мультфільм, передачу тощо), і на рекламу. Окрім того, до певного віку діти не розуміють призначення реклами як чогось такого, що стимулює глядачів до купівлі рекламованого товару. Також виробники товарів, призначених для дітей і для яких діти одночасно є основною цільовою аудиторією споживачів реклами, нерідко вдаються до обманів. Наприклад, представляють товар у рекламі більш привабливим і невідповідним його реальному вигляду/стану при купівлі.
Іншою сферою досліджень впливу реклами на дітей є дослідження соціалізаційного аспекту реклами. Під час перегляду рекламних роликів, діти засвоюють уявлення про практики та ставлення, які застосують у майбутньому як споживачі.
Чим старші діти, тим більше вони схильні не довіряти рекламі або бути скептичними стосовно повідомлень, висловлюваних у ній.

## Медіатаемоції
Існує широкий спектр досліджень емоцій, які виникають під впливом медіа а також способів, в які це відбувається. Емоції, виражені реципієнтом при взаємодії із медіа-джерелом, зокрема, часто відрізняються від «буденних» своєю інтенсивністю: наприклад, глядачі можуть дозволити собі голосні вигуки щастя чи розчарування при перегляді футбольного матчу. Вияв емоцій, однак, залежить і від обставин сприйняття медіа-повідомлень: якщо індивід переглядає фільм жахів на самоті, то його емоції можуть відрізнятися від тих, які би виникли при перегляді в компанії друзів.
Також медіа зумовлюють стан, який можна назвати «напруженим очікуванням». Здебільшого такий стан у реципієнта виникає при перегляді телебачення і пов'язується із тим, що на період перегляду медіа-реальність стає його основною реальністю, в якій він не сумнівається. Саме тому виникає відчуття «залученості» у процес, що розгортається на екрані, а також відчуття напруження від незнання подальшого розгортання подій.
Ще одним емоційним станом, стимульованим медіа, є емпатія як здатність розуміти почуття іншого й співпереживати йому. Емпатія включає когнітивний та емоційний компоненти. Перший передбачає готовність прийняти точку зору іншої людини, в той час як другий пов'язаний із готовністю співпереживати на емоційному рівні.

## Методи дослідження ефектів медіа
Для вивчення ефектів, зумовлюваних змістом масової інформації, застосовують такі методи:
- контент-аналіз;
- лабораторні та польові експерименти;
- обстеження;
- спостереження;
- опитування певних соціальних груп;

Оскільки використовується багато методів, не можна описати «типовий підхід».
Опитування певних соціальних груп як метод дослідження масової інформації застосовується рідко, оскільки потребує багато часу й коштів. Під час проведення досліджень у цій сфері контент-аналіз застосовується для визначення «порядку денного» засобів масової інформації, а обстеження — для збору даних стосовно «порядку денного» аудиторії. Крім того, застосовується й лонгітюдне дослідження, оскільки визначення «порядку денного» засобів масової інформації й обстеження аудиторії проводяться не одночасно.